# The Truth About Love
„The Truth About Love“ е шестият студиен албум на американската поп изпълнителка Пинк, издаден през септември 2012. Достига до 37-о място в класацията за албуми Билборд 200, като в САЩ са продадени 907 000 копия и получава 3 пъти платинена сертификация. От албума са издадени общо шест сингъла „Blow Me (One Last Kiss)“, „Try“, „Just Give Me a Reason“, „True Love“, „Walk of Shame“ и „Are We All We Are“.

## Списък с песни

### Оригинален траклист
1. „Are We All We Are“ – 3:37
2. „Blow Me (One Last Kiss)“ – 4:16
3. „Try“ – 4:07
4. „Just Give Me a Reason“ (с Nate Ruess) – 4:02
5. „True Love“ (с Лили Алън) – 3:50
6. „How Come You're Not Here?“ – 3:12
7. „Slut Like You“ – 3:42
8. „The Truth About Love“ – 3:50
9. „Beam Me Up“ – 4:27
10. „Walk of Shame“ – 2:42
11. „Here Comes the Weekend“ (с Еминем) – 4:24
12. „Where Did the Beat Go?“ – 4:18
13. „The Great Escape“ – 4:24

### Американско и Канадско iTunes Store издание
1. „Chaos & Piss“ – 3:59
2. „Timebomb“ – 3:34

### Target и интернационално делукс издание
1. „My Signature Move“ – 3:44
2. „Is This Thing On?“ – 4:21
3. „Run“ – 4:11
4. „Good Old Days“ – 4:02

### Интернационално делукс iTunes Store издание
1. „Chaos & Piss“ – 3:59
2. „Timebomb“ – 3:34

### Японско издание
1. „The King Is Dead but the Queen Is Alive“ – 3:44

### Фен издание
1. „My Signature Move“ – 3:44
2. „Is This Thing On?“ – 4:21
3. „Run“ – 4:11
4. „Good Old Days“ – 4:02
5. „Chaos & Piss“ – 3:59
6. „Timebomb“ – 3:34
7. „The King Is Dead but the Queen Is Alive“ – 3:44

### Фен издание (диск 2)
1. „Blow Me (One Last Kiss)“ (видеоклип) – 3:47
2. „Try“ (видеоклип) – 4:09
3. „Are We All We Are“ (на живо от Лос Анджелис)	– 3:52
4. „Blow Me (One Last Kiss)“ (на живо от Лос Анджелис) – 4:39
5. „Try“ (на живо от Лос Анджелис) – 4:30
6. „F**kin' Perfect“ (на живо от Лос Анджелис) – 3:33
7. „The Truth About Love фотосесия“ (зад кадър) – 3:43